# Virginie Loveling
Virginie Loveling (* 17. Mai 1836 in Nevele, Flandern; † 1. Dezember 1923 in Gent) war eine belgisch-flämische Schriftstellerin.

## Leben

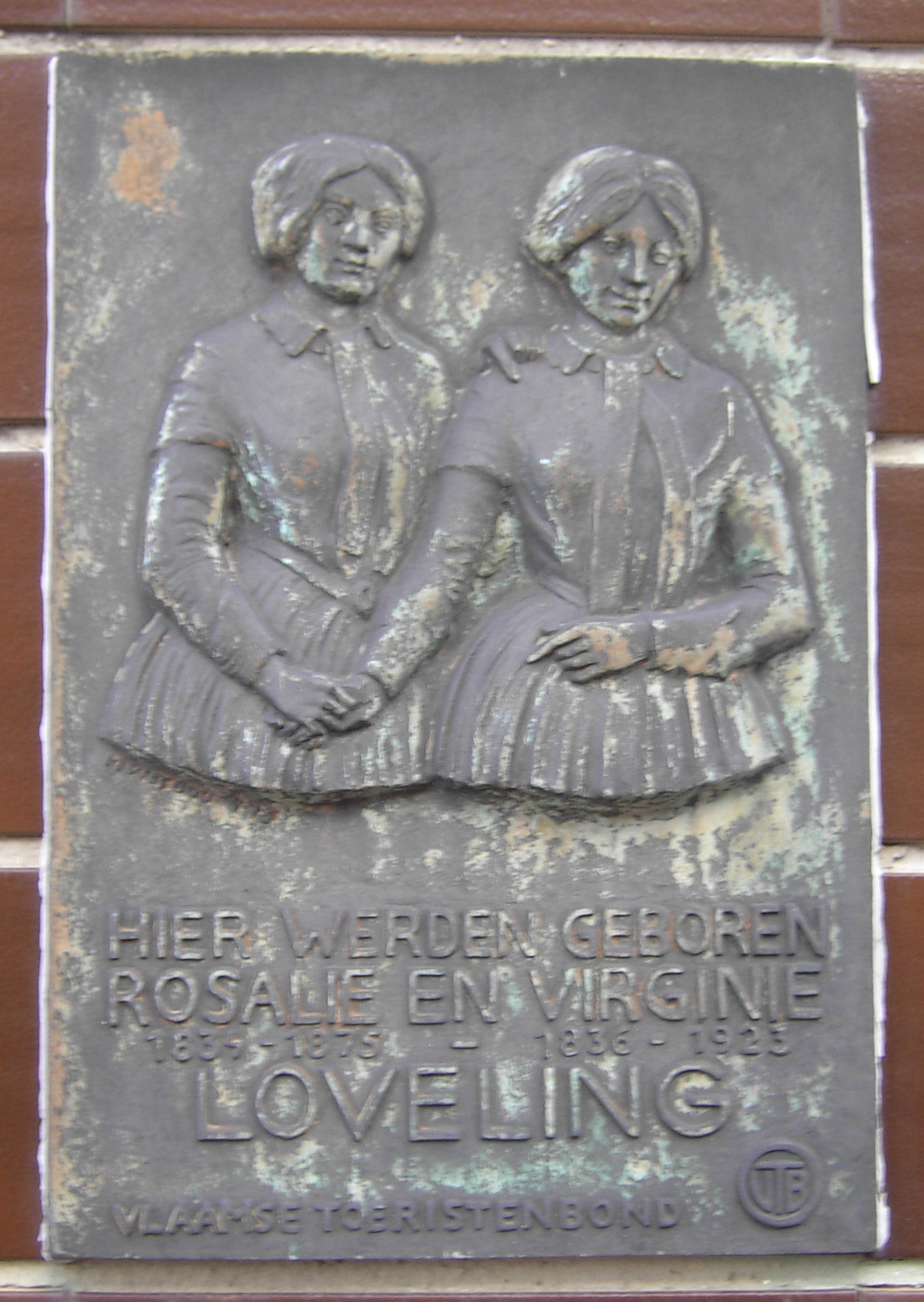
Gedenkplakette für die Schwestern Rosalie und Virginie Loveling an ihrem Geburtshaus in Nevele.

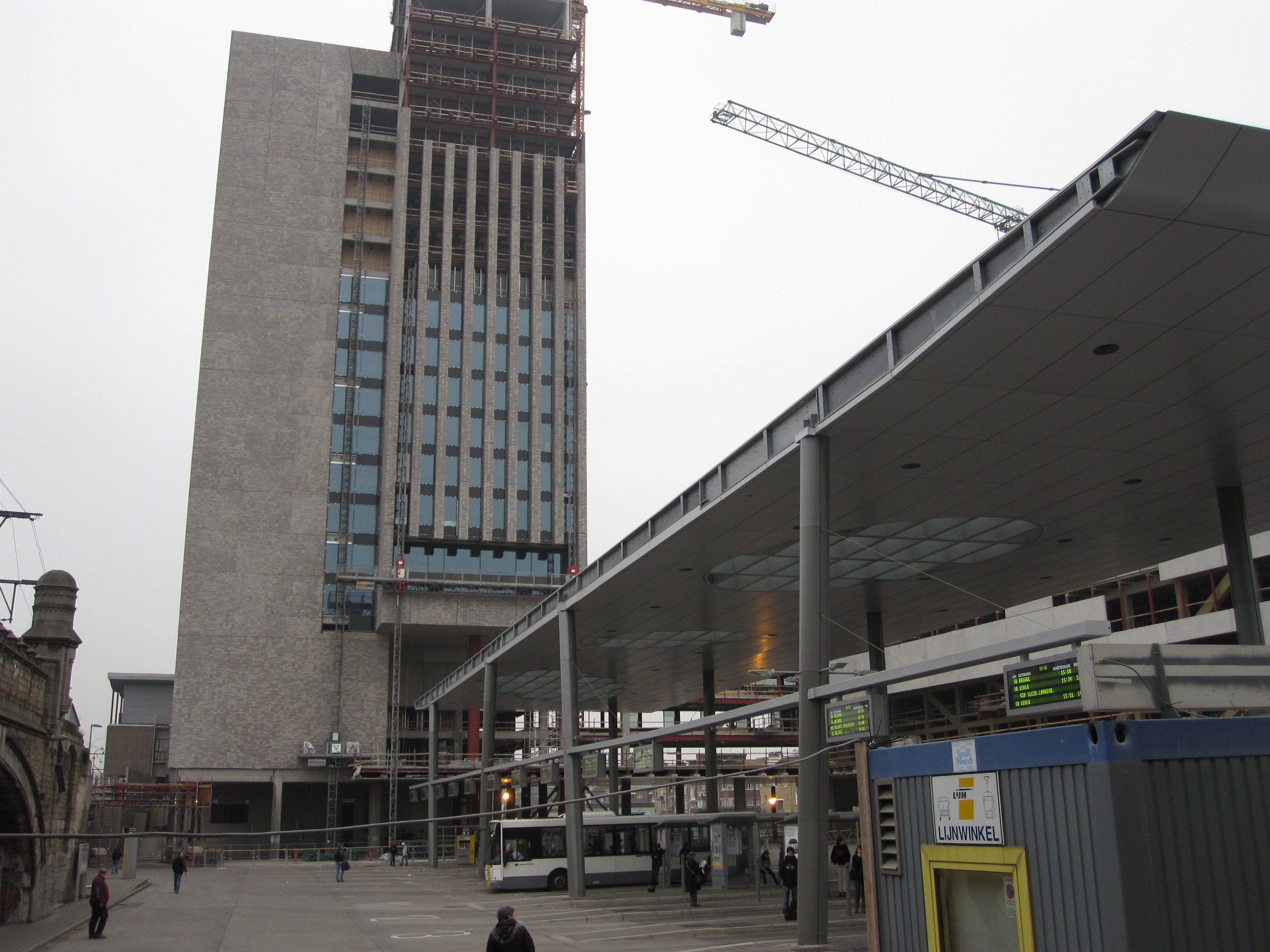
Ihr zu Ehren das 2014 vollendete Verwaltungsgebäude Virginie Lovelinggebouw in Gent benannt.

Virginie Loveling übersetzte zunächst Werke des niederdeutschen Dichters Klaus Groth ins Flämische wie Trina. Eene vertelling naar het Platduitsch (1864). Sie veröffentlichte mit Gedichten (1870) und Novellen (1874) ihre ersten literarischen Werke. Zusammen mit ihrer älteren Schwester, der Schriftstellerin Rosalie Loveling (1834–1875), löste sie sich von der katholischen Kirche. Sie nahm anfangs eine stark antiklerikale Haltung ein, was sich insbesondere in den Skizzen In onze Vlaamsche gewsten, die sie 1877 unter dem Pseudonym W. E. C. Walter veröffentlichte, und dem 1885 in zwei Bänden veröffentlichten Roman Sophie widerspiegelte. Diese Haltung milderte sich in ihren späteren Romanen. Sie verfasste zudem Sitten- und Dorfgeschichten aus ihrer Heimat, der Provinz Ostflandern, die von scharfer Beobachtung geprägt waren.
Ihr Neffe war der Schriftsteller Cyriel Buysse. Ihr zu Ehren das 2014 vollendete Verwaltungsgebäude Virginie Lovelinggebouw in Gent benannt.

## Veröffentlichungen
- Gedichten, 1870
- Novellen, 1874
- Nieuwe Novellen, 1875
- In onze Vlaamsche gewsten, Skizzen, 1877
- Sophie, Roman, 2 Bände, 1885
- Een dure eed, Roman, 1890
- De bruid des Heren, Roman, 1895
- Mijnheer Connehaye, Roman, 1895
- De twistappel, Roman, 1904
- Het lot der kinderen, Roman, 1906
- Erfelijk belast, Roman, 1906
- Een revolverschot, Roman, 1911

Übersetzungen
- Trina. Eene vertelling naar het Platduitsch, Klaus Groth, 1864
- Witen Slachters. Nog een vertelling uit mijn jongheidparadijs. Naar het Platduitsch van Klaus Groth, Klaus Groth, 1882

posthum
- Volledige Werken, 10 Bände, 1933–1936
- In oorlogsnood. Virginie Lovelings dagboek 1914–1918, 1999

## Hintergrundliteratur
- A. W. Stellwagen: Virginie Loveling, 1896
- Lode Baekelmans: Vier Vlaamsche prozaschrijvers. Pieter Frans van Kerckhoven, Domien Sleeckx, Reimond Stijns, Virginie Loveling, 1931
- Robert Masure: Het œuvre van Virginie Loveling. Een beknopt overzicht, 1940
- Hélène Piette: Les soeurs Loveling, Rosalie et Virginie. Deux grandes figures féminines des lettres flamandes, 1942
- A. van Elslander: Virginie Loveling, 1963, 1967
- Ludo Stynen: Rosalie en Virginie. Leven en werk van de gezusters Loveling, 1997
- Gero von Wilpert: Lexikon der Weltliteratur. Fremdsprachige Autoren, Band II L–Z, Stuttgart 2004, S. 1087, ISBN 978-3-520-84301-2
- Liselotte Vandenbussche, Griet Vandermassen, Marysa Demoor, Johan Braeckman: Virginie Loveling (1836–1923) as a Cultural Mediator: From Translating Klaus Groth to Manipulating Charles Darwin. In: Petra Broomans (Hrsg.): From Darwin to Weil: Women as Transmitters of Ideas. Studies on Cultural Transfer & Transmission, 1, 2009, S. 47–72